# Ma Nuit (film)
Ma Nuit è un film del 2021 diretto da Antoinette Boulat.

## Trama
Marion affronta la città di Parigi di notte la perdita della sorella. La sua strada si incrocerà con quella di Alex. Il loro incontro si evolverà durante il loro percorso durante la città notturna. 

## Distribuzione
Presentato in anteprima nella sezione Orizzonti alla Mostra d'arte cinematografica di Venezia nel 2021, il film è stato distribuito nelle sale cinematografiche italiane a partire dal 12 gennaio 2023.